# Bab er-Robb

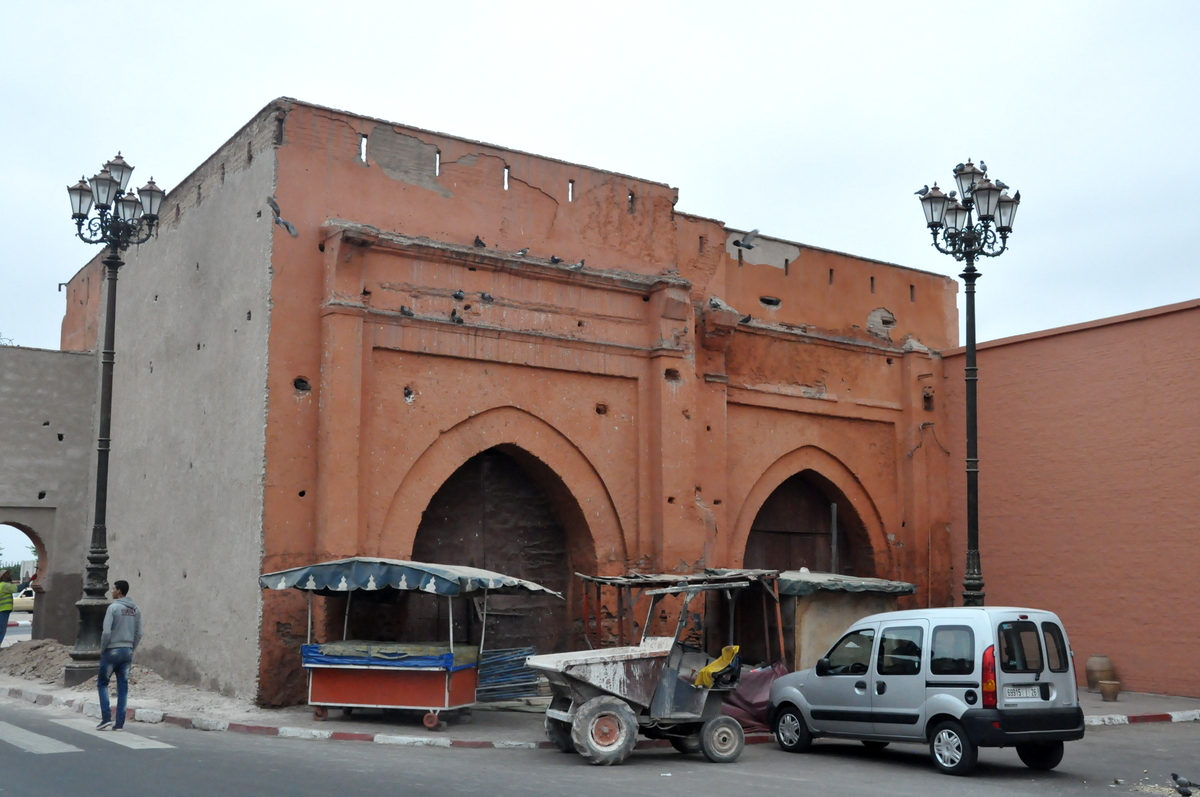
La porte historique Bab er-Robb.

Bab er Robb (arabe : باب الرب ) est une porte située sud de la médina historique de Marrakech, au Maroc.

## Emplacement

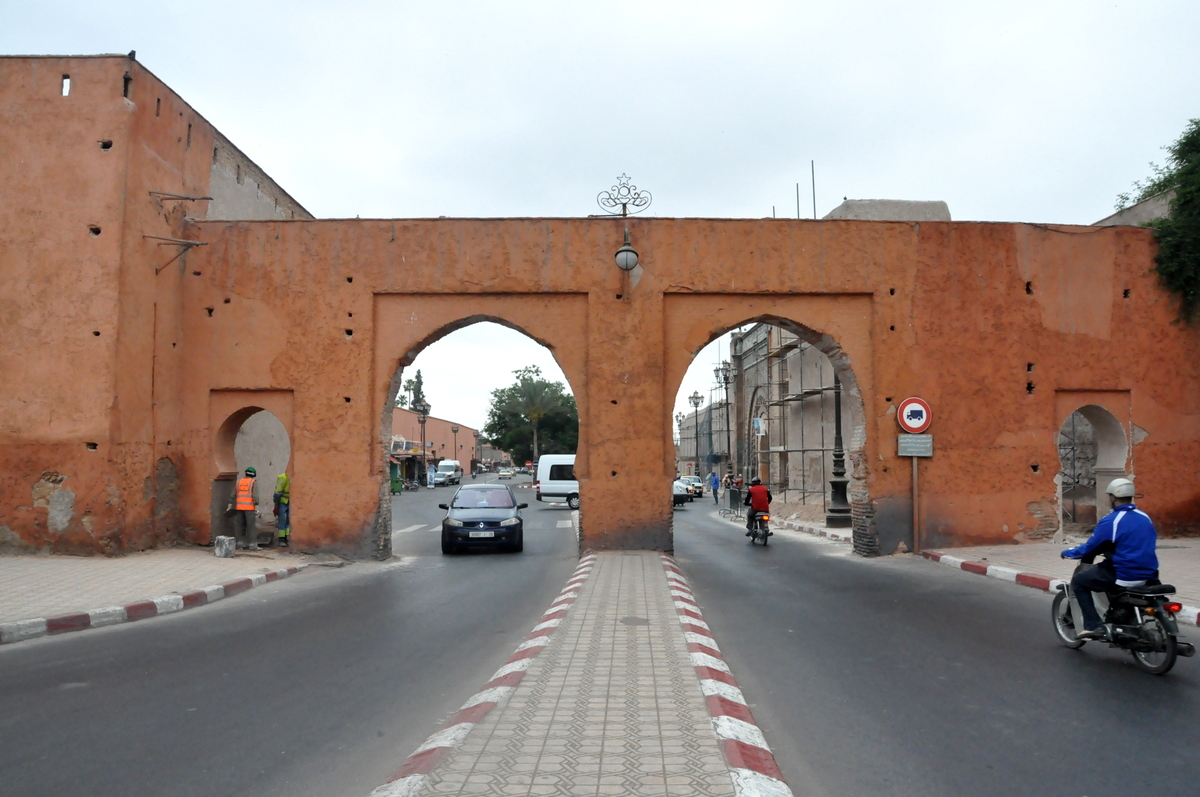
Route qui passe par Bab er-Robb

La porte est située à proximité de Bab Agnaou et du quartier de la Kasbah. Elle mène aux routes qui conduisent aux villes de montagne d'Amizmiz et d'Asni.

## Histoire
Alors que certains historiens pensent que la porte est d'origine almohade (en particulier sous Ya'qub al-Mansur) en raison de son emplacement par rapport à la Kasbah elle-même almohade,, l'architecte et spécialiste de l'architecture marocaine Quentin Wilbaux a plus récemment soutenu que son emplacement dans le schéma plus large de la ville suggérait qu'il s'agissait d'une porte almoravide originale.
Tous deux pensent que Bab Neffis, une autre porte décrite dans des sources historiques et nommée d'après la rivière Neffis (ou N'fis) voisine, était très probablement un autre nom pour la même porte,. Le mot Robb ou Rubb fait référence à un type de vin cuit dont les vignobles étaient cultivés le long de la rivière Neffis et donc importés et réglementés par cette porte,.
Un bassin d'eau mesurant environ 70 mètres sur 40 existait autrefois à l'extérieur de cette porte, dans une zone aujourd'hui couverte par un cimetière, et était utilisé pour la pratique de la natation.

## Architecture
Bab er-Robb est l'une des portes les plus insolites de la ville. C'est aussi la seule à être placée dans un angle ou un coin de murs. La structure principale de la porte est un bastion à l'intérieur duquel un passage coudé entre par le nord, effectue un virage à 180 degrés, puis ressort vers le nord,.
Aujourd'hui, les murs environnants ont été modifiés autour du bastion de la porte, de telle sorte que les deux entrées de la porte, orientées vers le nord, s'ouvrent à l'intérieur des murs de la ville.
Cela occulte son rôle originel de passage vers et hors de la ville. Cependant, lorsque la porte a été étudiée par des chercheurs français en 1912, l'enceinte de la ville avait une configuration différente : plutôt que d'être connectée à la guérite latérale, elle était reliée au milieu de la façade nord de la porte, entre ses deux portes, de sorte que l'entrée gauche (porte est) se trouvait à l'extérieur des murs de la ville, tandis que celle de droite (porte ouest), se trouvait à l'intérieur des murs.
Étant donné que les deux entrées étaient toujours orientées vers le nord, cela signifiait que l'entrée extérieure était tournée vers la campagne et vers les murs de la ville ; en conséquence, les voyageurs venant du sud, hors de la ville, devaient faire tout le tour jusqu'à l'autre côté du bastion pour y entrer par le nord. En raison de cette configuration inhabituelle, et en se basant sur des comparaisons avec d'autres portes de la ville, Wilbaux a émis l'hypothèse que les remparts de la ville dans ce secteur ont été modifiés et déplacés autour de la porte, de telle sorte que les entrées ont été inversées : la porte est, qui était l'entrée extérieure en 1912, se trouvait à l'origine à l'intérieur des murs de la ville, tandis que la porte ouest (l'entrée intérieure en 1912) se trouvait à l'origine à l'extérieur des murs de la ville. Ainsi, le bastion de la porte chevauchait l'enceinte de la ville et sa conception était équivalente à la configuration originale de Bab Aghmat, l'autre porte sud de la ville.